# Ruttya fruticosa
Ruttya fruticosa är en akantusväxtart som beskrevs av Gustav Lindau. Ruttya fruticosa ingår i släktet Ruttya och familjen akantusväxter. Inga underarter finns listade i Catalogue of Life.

## Bildgalleri

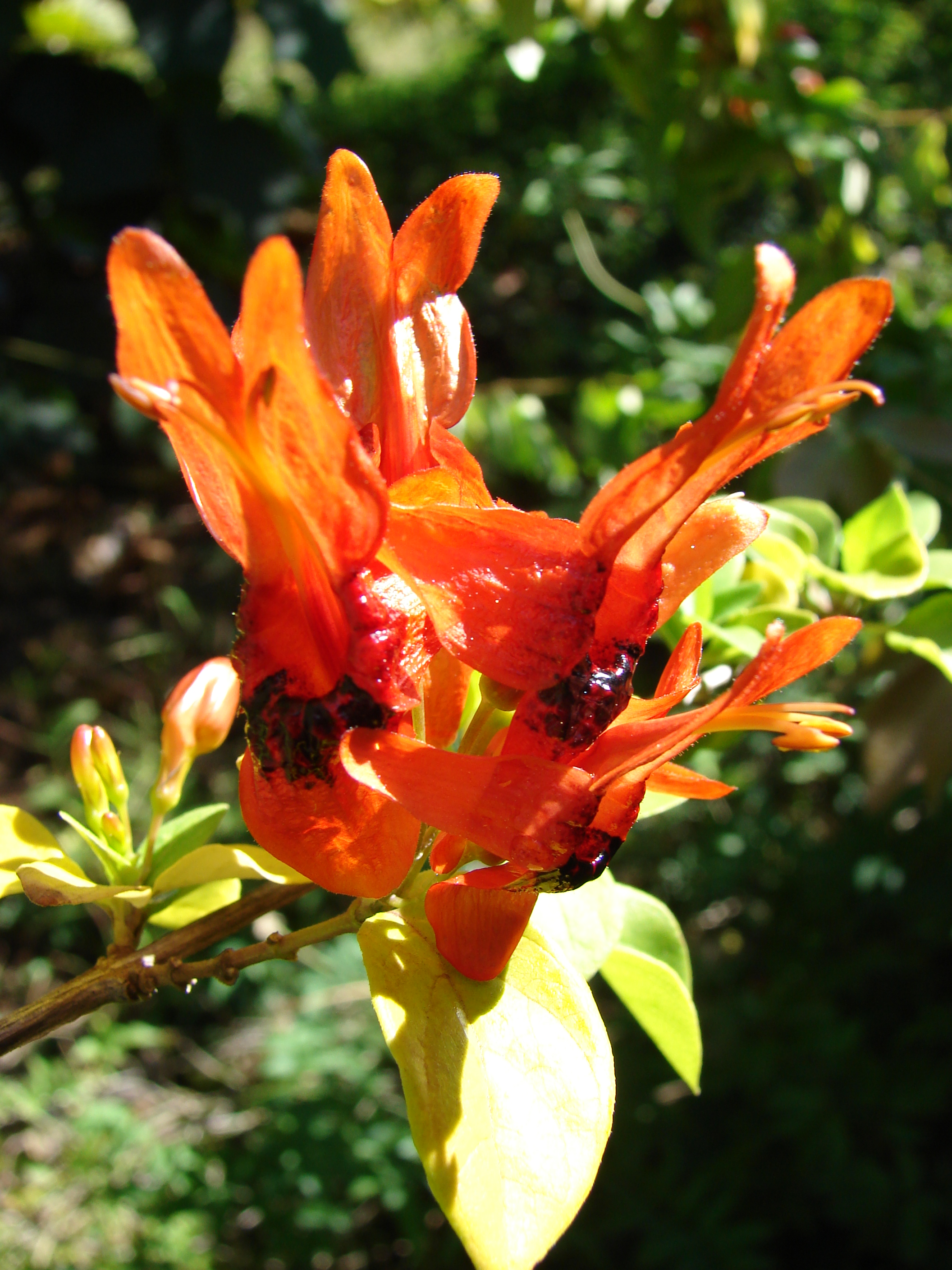
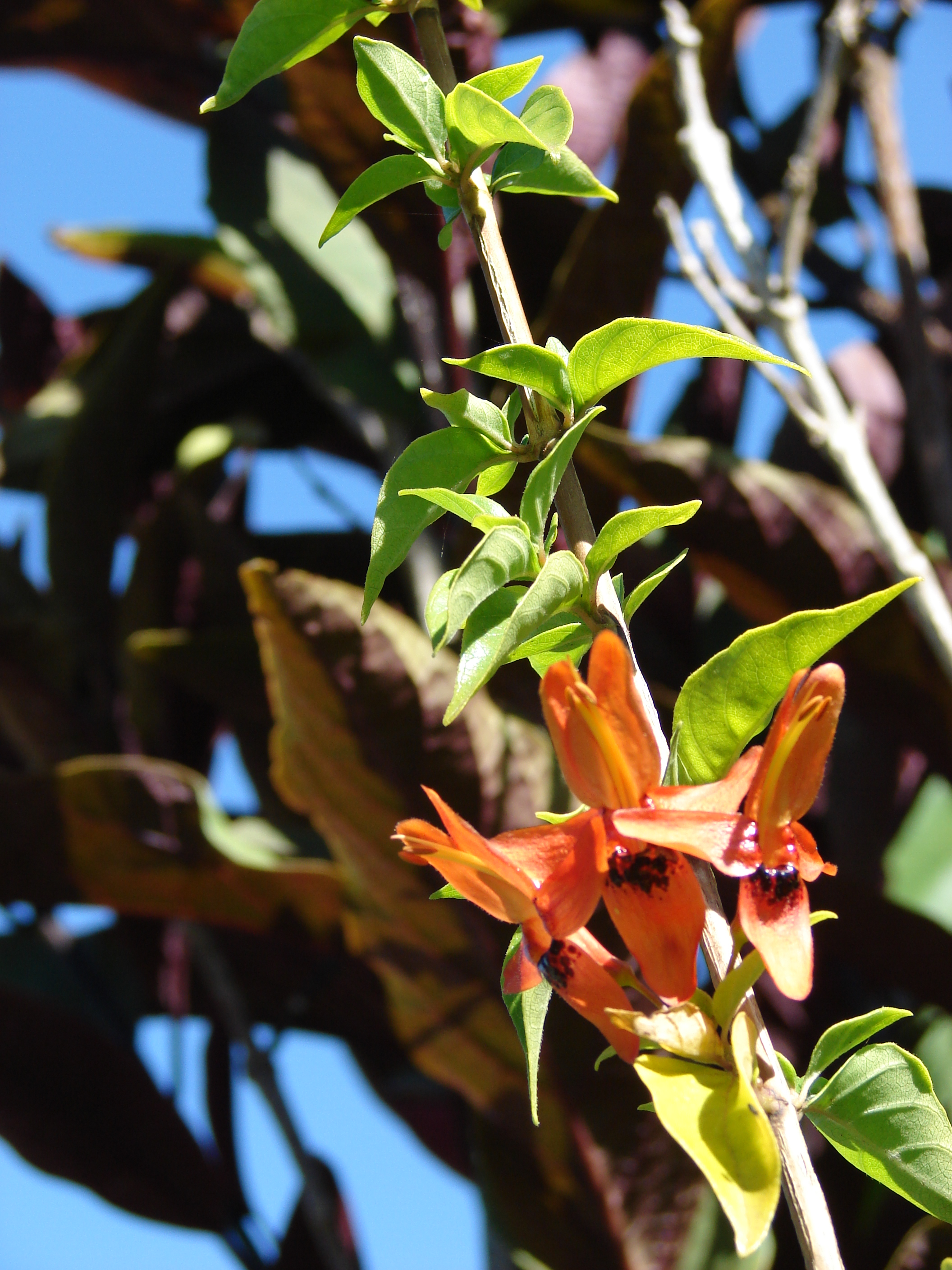
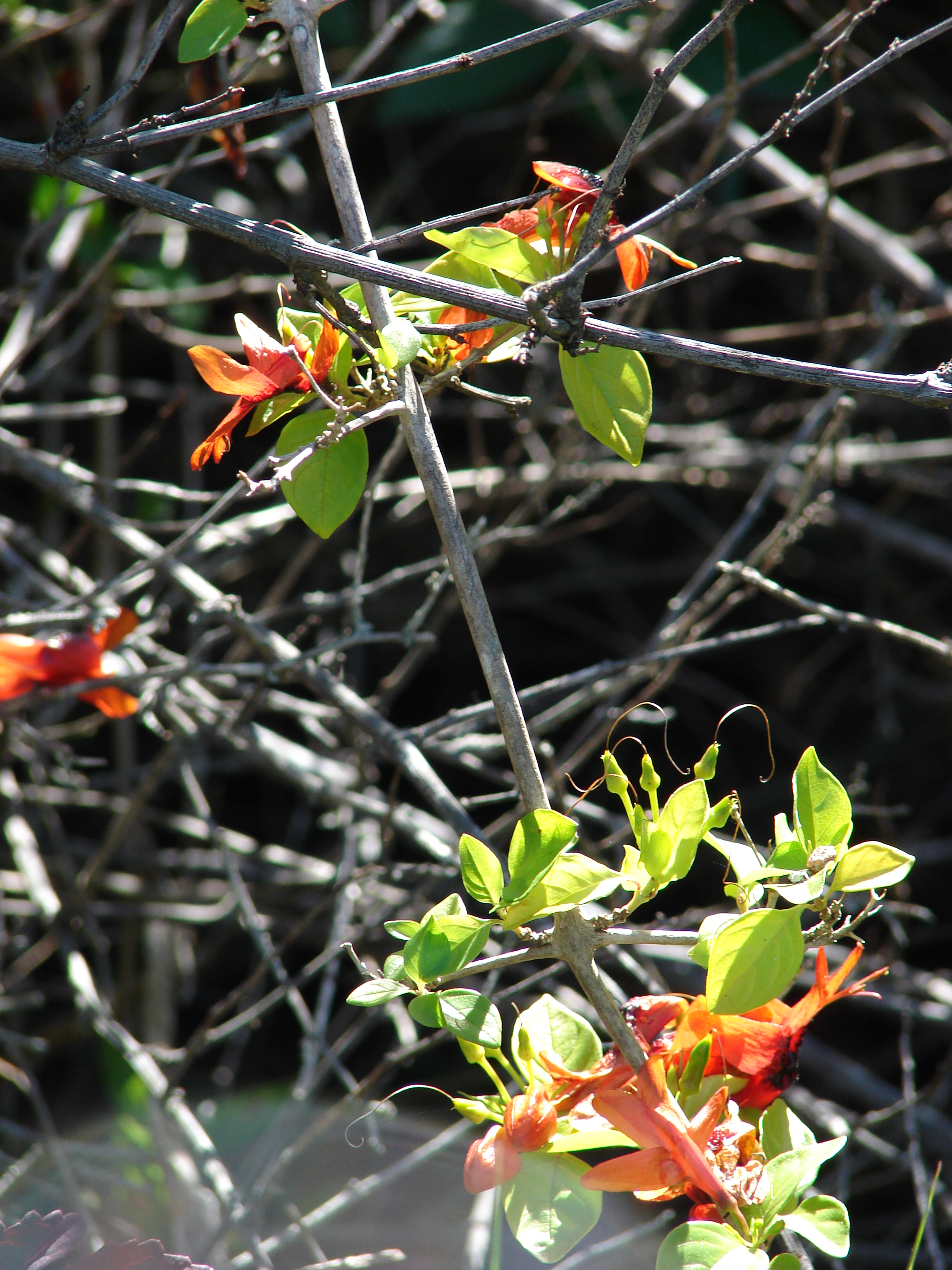
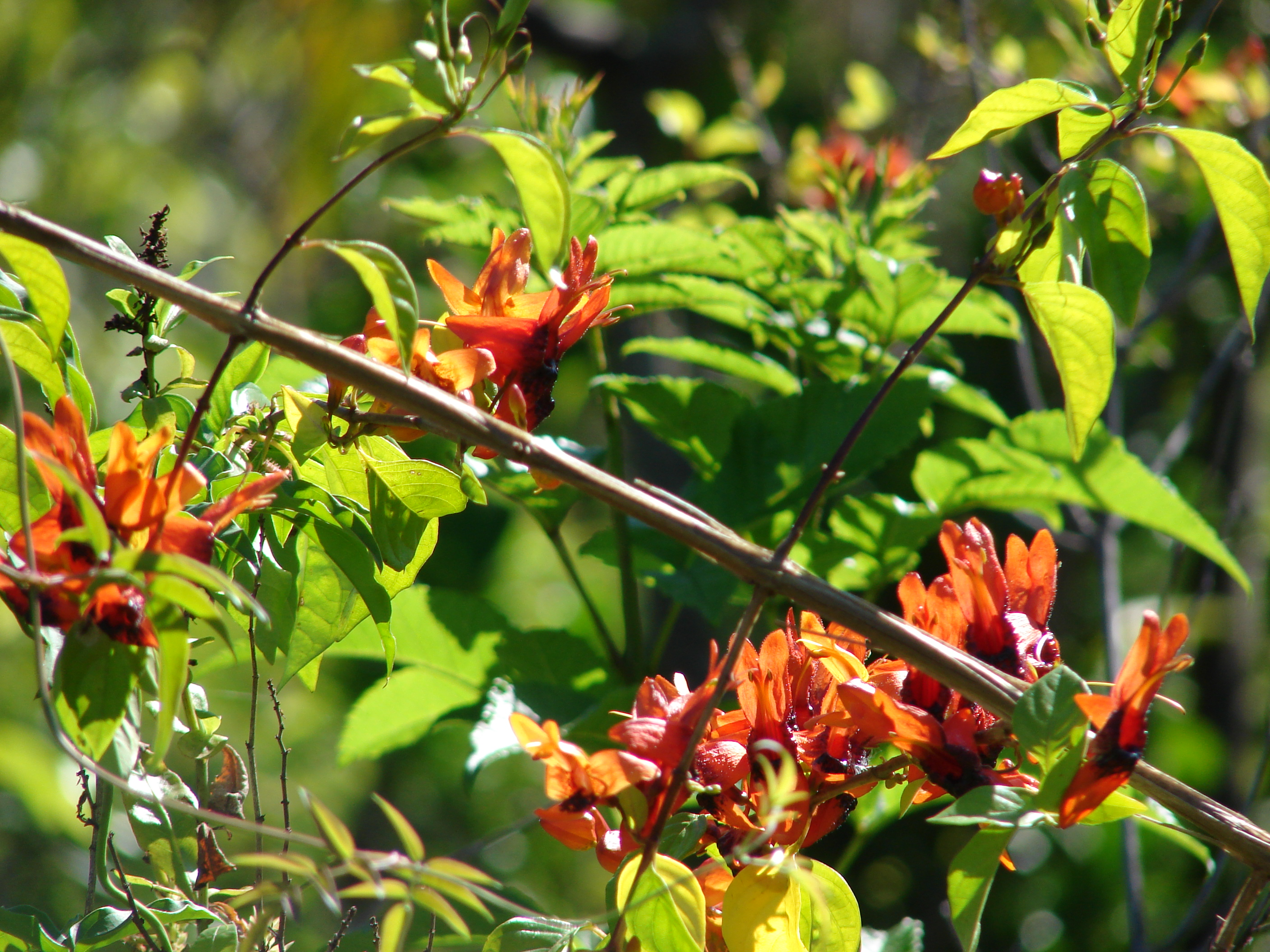